# Kiss György Csillagda
A Kiss György Csillagda egy bemutató csillagvizsgáló Nagyszénáson, Békés vármegyében. Az egész régióban egyedülálló, a környék legnagyobb múlttal rendelkező csillagászati intézménye. Pontos alapítási dátuma nem ismert, azonban megépítése 1980 környékére datálható. Alapítója – későbbi névadója – Kiss György, amatőrcsillagász (1923–2000) volt.

## Fekvése, megközelítése
A Csillagda Nagyszénás nagyközségen belül, a Gádorosi út 24. szám alatti telken áll. Bejáratát balról a Körzeti Megbízotti Iroda, míg jobbról a Mira Csillagászati Szakkör épülete fogja közre.
A Csillagda többféleképpen elérhető:
- gyalogosan
- autóval az Orosháza−Szarvas közúton a körforgalomnál Gádoros felé tartva
- autóbusszal az autóbusz váróteremtől kb. 500 m-re, míg a Március 15. tér megállótól kb. 100 m-re
- vasúttal a Mezőtúr–Orosháza-vonalon a Nagyszénás vasútállomástól kb. 500 m-re

## Története
A Csillagda pontos alapítási dátuma nem ismert. Az azonban bizonyos, hogy a 300 mm-es távcső építését 1979-ben kezdték meg és majd csak 1982 őszére készült el. Hogy a Csillagda ez idő alatt, vagy csak utána készült-e el, nem tudni. A távcsőhöz az Orosházi Üveggyár ajánlott fel egy 300 mm átmérőjű üvegpogácsát, melyet később Kiss György felszállított Budapestre és az Uránia Csillagvizsgáló pincéjében dr. Kulin Györggyel megcsiszolt.
Ez idő alatt Nagyszénáson hozzáláttak a távcsőtubus elkészítéséhez. Ezt az akkor a községben működő Október 6. Tsz. szocialista brigádjának tagjai könnyítették meg. Teljes közadakozásból – ki, mit talál alapon – szerkesztették össze a távcsövet, de a mai napig működőképes.
Miután elkészült a távcső, valahol el kellett helyezni, így a már említett brigád feladata egy csillagda építése lett. Ezt helyezték el később a Szociális Otthon parkjának egyik tisztására. Gyuri bácsi (mindenki így hívta) a Művházból minden szakkör után átkísérte ide a szakkörösöket, hogy észlelhessenek. A csillagda ekkor még a „Czabán” Művelődési Ház Csillagdája nevet viselte. Az épületet nemsokára át kellett helyezni, ugyanis a Szociális Otthon belekezdett az ún. Őszikék Apartmanok építésébe, és az épületek kijelölt helyéül az a tisztás szolgált, melyen a csillagda állt teljes felszerelésével. Az építményt átköltöztették egy fa alá. Ez a legrosszabb hely volt az észlelések szempontjából. Ekkor azonban más bajok jöttek: az alapító Gyuri bácsi 2000-ben elhunyt. Halála után az új vezető, Fődi Andrásné elkötelezte, hogy azt teszi, amit Kiss György is csinált volna: minden erejével arra törekedett, hogy méltó helyet találjon a Csillagdának. Így került a mai helyére: a Gádorosi út 24. (akkoriban: Ságvári Endre utca) udvarára. A rendőrség és a könyvtár között található egy hatalmas füves terület – régen itt állt a tanácsháza -, mely minden észlelő csillagász számára maga a Kánaán: minimális fényszennyezés, 360 fokos látószög az égboltra és kevés fa, mely eltakarná az ég alsó részét. Ennek a területnek a közepére rögzítették az épületet.
A Csillagda 2004-ben vette fel Kiss György nevét. Az avatáson részt vett Zombori Ottó csillagász is.
A Magyar Meteoritikai Társaság 2021-ben döntött arról, hogy itt telepítik a Magyar Tűzgömbkamera Hálózat egyik meteor-észlelő kameráját. 2022-ben történt meg a telepítés, így a Csillagda bekerült egy nemzetközi meteor-megfigyelő hálózatba. A meteorkamera pontos helyszíne a Nagyszénási Czabán Samu Általános Iskola tornatermének tetőszerkezete.

## Vezetői
- Kiss György (1980 k.–2000)
- Zahorecz István (2000–2015)
- Fődi Andrásné (2015–napjainkig)

## Műszerpark

### Tükrös távcsövek
- 80 mm Newton (használaton kívül)
- 100 mm Newton (saját készítés: Kulin–Kiss)
- 120 mm Newton
- 200 mm Newton
- 300 mm Newton (saját készítés: Kulin–Kiss)
- 300 mm Dobson

### Lencsés távcsövek
- 50 mm
- 120 mm EQ GoTo

### MC rendszerű távcsövek
- 102/1300 Makszutov-Cassegrein AZ GoTo

## Kapcsolódó lapok
- Magyarországi csillagvizsgálók listája